# Pyropia
Pyropia, je rod crvenih algi iz porodice Bangiaceae.
Tipična vrsta je P. californica J.Agardh 1899, sinonim za Pyropia nereocystis (C.L.Anderson) S.C.Lindstrom, morska alga na japanskom jeziku poznata kao nori. Vrste P. nereocystis (nori) i P. tenera (asakusa nori), u Japanu služe za hranu. Vrstu P. tenera uključena je u novi rod Neopyropia (Neopyropia tenera)

## Popis vrsta
1. Pyropia abbottiae (V.Krishnamurthy) S.C.Lindstrom
2. Pyropia aeodis (N.J.Griffin, J.J. Bolton & R.J.Anderson) J.E.Sutherland
3. Pyropia bajacaliforniensis Aguilar Rosas & Hughey
4. Pyropia brumalis (Mumford) S.C.Lindstrom
5. Pyropia cinnamomea (W.A.Nelson) W.A.Nelson
6. Pyropia collinsii Neefus, T.Bray & A.C.Mathieson
7. Pyropia columbiensis S.C.Lindstrom
8. Pyropia columbina (Montagne) W.A.Nelson
9. Pyropia conwayae (S.C.Lindstrom & K.M.Cole) S.C.Lindstrom
10. Pyropia crassa (Ueda) N.Kikuchi & M.Miyata
11. Pyropia endiviifolia (A.Gepp & E.Gepp) H.G.Choi & M.S.Hwang
12. Pyropia fallax (S.C.Lindstrom & K.M.Cole) S.C.Lindstrom
13. Pyropia francisii W.A.Nelson & R.D'Archino
14. Pyropia hiberna (S.C.Lindstrom & K.M.Cole) S.C.Lindstrom
15. Pyropia kanakaensis (Mumford) S.C.Lindstrom
16. Pyropia kurogii (S.C.Lindstrom) S.C.Lindstrom
17. Pyropia lanceolata (Setchell & Hus) S.C.Lindstrom
18. Pyropia montereyensis S.C.Lindstrom & Hughey
19. Pyropia nereocystis (C.L.Anderson) S.C.Lindstrom
20. Pyropia nitida L.K.Harden, K.M.Morales & Hughey
21. Pyropia njordii Mols-Mortensen, J.Brodie & Neefus
22. Pyropia novae-angliae T.Bray, Neefus & A.C.Mathieson
23. Pyropia orbicularis M.E.Ramírez, L.Contreras Porcia & M.-L.Guillemin
24. Pyropia peggicovensis H.Kucera & G.W.Saunders
25. Pyropia plicata W.A.Nelson
26. Pyropia protolanceolata S.C.Lindstrom & J.R.Hughey
27. Pyropia pseudolanceolata (V.Krishnamurthy) S.C.Lindstrom
28. Pyropia pseudolinearis (Ueda) N.Kikuchi, M.Miyata, M.S.Hwang & H.G.Choi
29. Pyropia pulchra (Hollenberg) S.C.Lindstrom & Hughey
30. Pyropia saldanhae (Stegenga, J.J.Bolton & R.J.Anderson) J.E.Sutherland
31. Pyropia stamfordensis C.Neefus, T.Bray & A.C.Mathieson
32. Pyropia taeniata S.C.Lindstrom
33. Pyropia thulaea (Munda & P.M.Pedersen) Neefus
34. Pyropia thuretii (Setchell & E.Y.Dawson) J.E.Sutherland, L.E.Aguilar Rosas & R. Aguilar Rosas
35. Pyropia torta (V.Krishnamurthy) S.C.Lindstrom
36. Pyropia variabilis J.Zapata, A.Meynard, M.E.Ramírez & L.Contreras-Porcia
37. Pyropia virididentata (W.A.Nelson) W.A.Nelson
38. Pyropia vittata Y.H.Koh & M.S.Kim